# Christ Tiéhi
Christ Joël Tiéhi (* 16. června 1998 Paříž) je profesionální fotbalista z Pobřeží slonoviny, který hraje na pozici defensivního záložníka za český klub FC Baník Ostrava. Je také bývalým mládežnickým reprezentantem Pobřeží slonoviny

## Klubová kariéra

### Le Havre
Tiéhi je odchovanec francouzského klubu Le Havre AC, do jehož akademie nastoupil v roce 2009. Tiéhi podepsal s klubem svoji první smlouvu 17. května 2018. Svého debutu v dresu Le Havre se dočkal 14. srpna 2018 v zápase ligového poháru proti Football Bourg-en-Bresse Péronnas 01.

### Woking a Tonbridge Angles
Dne 23. září 2019 přestoupil Tiéhi do anglického klubu Woking FC. V klubu odehrál jediné soutěžní utkání, a to 24. září, když odehrál závěrečnou půlhodinu ligového střetnutí proti Bromley.
12. října odešel do Tonbridge Angels v rámci dohody o střídavém startu. Debutoval při vítězství 5:1 nad Braintree Town tentýž den. 6. února 2020 přestoupil Tiéhi do Tonbridge na trvalo.
Dne 21. září 2020 ukončil Tiéhi kontrakt s klubem a vrátil se do Francie z osobních důvodů.

### SFC Opava
V listopadu 2020 se Tiéhi stal hráčem Opavy. Svého debutu v české nejvyšší soutěží se dočkal 21. listopadu při prohře 6:0 proti Slavii Praha. Během prvního půlroku v Česku rychle probil do základní sestavy Slezanů. V sezóně 2020/21 odehrál Tiéhi 19 prvoligových utkání, nicméně sestupu do 2. ligy zabránit nedokázal.
11. srpna 2021 vstřelil Tiéhi svůj první gól v dresu Opavy, a to při výhře 9:0 nad FK Bospor Bohumín v Poháru FAČR. O deset dní později dal Tiéhi i svůj první ligový gól za Opavu, když gólem zařídil bod za remízu 1:1 proti Chrudimi.

### Slovan Liberec
Dne 7. září 2021 zamířil Tiéhi do prvoligového Slovanu Liberec, se kterým podepsal tříletou smlouvu. Debutoval o čtyři dny později při remíze 2:2 proti Pardubicím. Téměř okamžitě se stal nedílnou součástí základní sestavy. V říjnu 2021 dostal za červenou kartu v utkání proti Baníku Ostrava zákaz startu na dva zápasy. V sezoně 2021/22 odehrál v dresu Liberce celkem 22 soutěžních utkání. V zahajovací jedenáctce chyběl jen čtyřikrát, třikrát z toho kvůli karetním trestům.

### Slavia Praha
V červenci 2022 odešel Tiéhi na půlroční hostování do Slavia Praha; součástí dohody byla i opce na přestup. V dresu Slavie debutoval 21. července, když se objevil v základní sestavě utkání druhého předkola Konferenční ligy proti gibraltarskému St Joseph's FC. O týden později vstřelil svůj první gól v klubu, a to při výhře 7:0 proti stejnému soupeři. 31. července odehrál i první ligové utkání v dresu Slavie, a to při prohře 0:1 proti Hradci Králové.

## Reprezentační kariéra
Tiéhi reprezentoval Pobřeží slonoviny na Tournoi de Toulon v roce 2017.

## Osobní život
Pochází z fotbalové rodiny, jeho bratr Jean-Pierre působí v akademii Fulhamu, jejich otec Joël Tiéhi je bývalý známý útočník – v roce 1992 vyhrál s reprezentací Pobřeží slonoviny Africký pohár, na klubové úrovni střílel góly za Le Havre, Lens či Toulouse.